# Евневич, Александр Александрович
Александр Александрович Евневич (род. 24 августа 1969, Минск) — белорусский футболист и футбольный судья. Сыграл один матч за сборную Беларуси.

## Биография

### Клубная карьера
На профессиональном уровне начал выступать в 1992 году в составе клуба высшей лиги Беларуси «Динамо-93», за который играл до 1995 года и провёл 85 матчей, пропустил 61 мяч. В 1996 подписал контракт с минским «Динамо». В первом сезоне был запасным вратарём и сыграл за команду лишь 5 матчей. В сезоне 1997 стал чаще выходить на поле и помог «Динамо» выиграть национальный чемпионат. В 1998—1999 годах выступал за солигорский «Шахтёр». После ухода из клуба год находился без команды, пока в 2001 году не подписал контракт с клубом высшей лиги «Нафтан». В 2002 перешёл в клуб второй лиги МТЗ-РИПО, с которым выиграл первенство. В сезоне 2003 МТЗ-РИПО занял второе место в первой лиге, уступив витебскому «Локомотиву» в золотом матче (1:2), но тем не менее добился выхода в высшую лигу. Сам Евневич сыграл лишь 4 матча в сезоне и завершил карьеру после его окончания.
Всего за карьеру сыграл 167 матчей в высшей лиге Беларуси, в которых пропустил 163 гола.
После завершения игровой карьеры стал футбольным судьёй. В 2011—2012 годах обслуживал матчи высшей лиги, в качестве главного судьи провёл 31 матч. Имел репутацию скандального судьи.

### Карьера в сборной
C 1994 года нерегулярно вызывался в сборную Беларуси в качестве запасного вратаря и сыграл за команду только один матч. 5 августа 1997 года Евневич появился в стартовом составе на товарищеский матч со сборной Израиля (2:3), в котором пропустил два гола и был заменён на 73-й минуте, уступив место в воротах Виталию Варивончику.

## Достижения
«Динамо-93»
- Обладатель Кубка Беларуси: 1994/1995

«Динамо» Минск
- Чемпион Беларуси: 1997

МТЗ-РИПО
- Победитель Второй лиги Беларуси: 2002